# 월러시

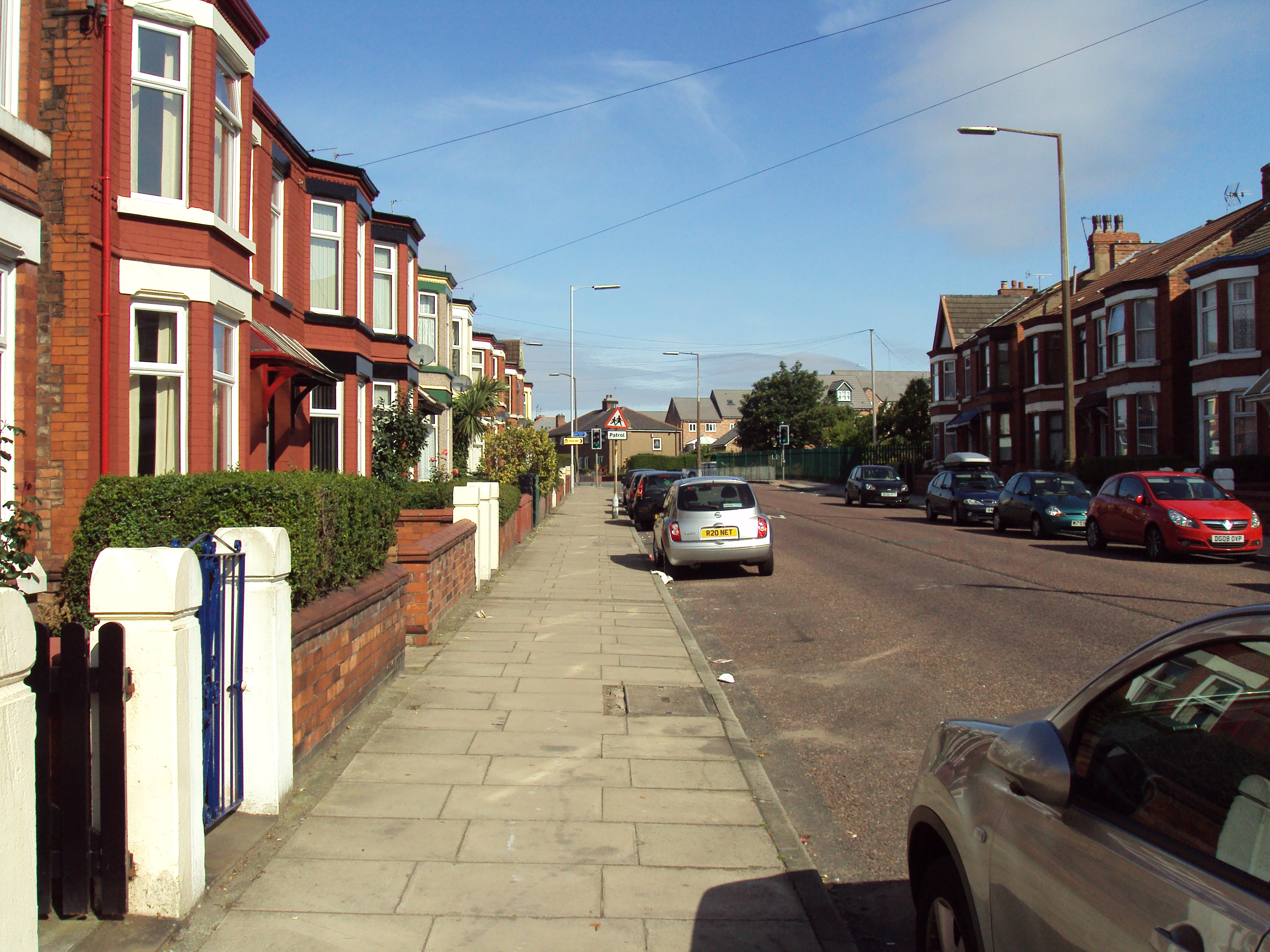
월러시

월러시(Wallasey)는 머지사이드주의 도시로, 인구는 2011년 조사 기준으로 60,284명이다.